# Dragon Mountain
Dragon Mountain im Marineland (Niagara Falls, Ontario, Kanada) ist eine Stahlachterbahn vom Modell Custom Looping Coaster des Herstellers Arrow Dynamics, die 1983 eröffnet wurde.
Sie galt bis zur Eröffnung von Bandit im Yomiuriland (Inagi, Tokio, Japan) im Jahre 1988 als größte Achterbahn der Welt. Sie war auch die letzte Achterbahn mit Inversionen, die als größte Achterbahn der Welt ausgelegt wurde.
Bis heute (Stand Juni 2023) ist sie die einzige Achterbahn weltweit, die über einen Bowtie verfügt.

## Züge
Dragon Mountain besitzt drei Züge mit jeweils sieben Wagen. In jedem Wagen können vier Personen (zwei Reihen à zwei Personen) Platz nehmen.

## Thematisierung
In den Konzeptzeichnungen von Dragon Mountain wurde eine Vulkanfassade um die Helix aufgeführt. Die Struktur wurde zwar gebaut, aber die Fassade selbst wurde nicht vor 2006 hinzugefügt.